# Камерье
Камерье (тур. Kameriye Adası) — необитаемый остров в Турции, расположенный в заливе Хисарёню Эгейского моря, к северу от села Бозбурун, к югу от острова Дишлидже и к востоку от острова Коджаада. Относится к району Мармарис в иле Мугла.